# U 3519
U 3519 war ein deutsches U-Boot der U-Boot-Klasse XXI, das im Zweiten Weltkrieg von der deutschen Kriegsmarine hätte eingesetzt werden sollen. Es war für den Einsatz in Atlantik eingeplant.
Diese Boote wurden erst spät im Jahr 1944 von der Kriegsmarine eingeführt. Zu spät, um in der Atlantikschlacht entscheidenden Einfluss nehmen zu können.
Im März 1945 waren Übungen auf U-Booten aufgrund fehlenden Treibstoffs und der hohen Effektivität der alliierten Angriffe auf im Bau befindliche U-Boote zu seltenen Erscheinungen geworden. Eine Ausnahme bildeten die Boote des Typs XXI, die ihre Ausbildungsfahrten in der Ostsee weiterhin absolvierten. Um dies zu verhindern, warf die Royal Air Force tausende Seeminen in deutschen Hoheitsgewässern ab, in der Hoffnung, möglichst viele U-Boote beim Verlassen oder Anlaufen der Häfen in seichten Gewässern versenken zu können.
Am 2. März 1945 lief U 3519 nördlich von Warnemünde auf eine Mine und sank. 75 Besatzungsmitglieder fanden dabei den Tod, drei Mann konnten gerettet werden. Auch der zu Hilfe eilende Schlepper Rixhöft fuhr auf eine Mine und sank ebenfalls.